# 夏侯頗
汝阴侯夏侯頗（？－前115年），汝阴侯（前133年－前115年在位）。夏侯頗是汝阴共侯夏侯赐之子。元鼎二年，汝阴侯夏侯頗坐尚公主，与父御婢奸罪，自杀，国除。